# سوانینگتون، نورفک
سوانینگتون (به انگلیسی: Swannington) یک روستا و محله مدنی در بریتانیا است که در Broadland واقع شده‌است. سوانینگتون ۵٫۹۰ کیلومتر مربع مساحت و ۳۶۶ نفر جمعیت دارد.